# Mauro Cappelletti
Mauro Cappelletti (14 de diciembre de 1927, Folgaria, Trento, Italia - Fiesole, Florencia, Italia, 1 de noviembre de 2004) fue un jurista y académico italiano, que desarrolló su carrera en la Universidad de Florencia, en el European University Institute, del que fue rector, y en la Universidad de Stanford. Dentro de la teoría jurídica es considerado un destacado estudioso del derecho procesal comparado.
Estudió en Rovereto, Trento y Florence donde fue discípulo de Piero Calamandrei y conoció al historiador Gaetano Salvemini. Al terminar su carrera en 1952 fue a estudiar a Friburgo y Tubinga. En 1962 toma la cátedra de derecho procesal en la Universidad  de  Macerata. En 1962 funda en Florencia el Instituto de Derecho Comparado que dirige hasta 1976. A partir de 1970 también enseña en la Universidad de Stanford e impartió cátedras esporádicas en Harvard, Berkeley, París I y Cambridge. De este periodo destacan dos influyentes obras: Processo e ideologie (Proceso e ideología) publicada en 1969 y Giustizia y società (Justicia y sociedad) en 1972.
En 1976 se integra al Instituto Universitario Europeo y por esta época destacan su coordinación de la publicación Integration Through Law: Europe and the American Federal Experience.
Llevó a cabo durante muchos años un ambicioso programa de investigación sobre acceso a la justicia en el mundo occidental junto al profesor estadounidense Brian Garth.
La Escuela de Derecho de la Universidad de Nueva York posee una beca dedicada a este investigador, la Mauro Cappelletti Global Fellowship in Comparative Law.

## Biografía
- Ferrer McGregor, Eduardo (2009). «Mauro Cappelletti y el Derecho procesal constitucional comparado». Anuario iberoamericano de justicia constitucional (9): 109-114. ISSN 1138-4824. Consultado el 3 de diciembre de 2020.
- Cassese, Sabino (8 de julio de 2016). «In praise of Mauro Cappelletti». International Journal of Constitutional Law: 443-448. doi:10.1093/icon/mow029. Consultado el 3 de diciembre de 2020.

- Datos: Q6793879